# フランス放送フィルハーモニー管弦楽団
フランス放送フィルハーモニー管弦楽団（フランスほうそうフィルハーモニーかんげんがくだん、Orchestre philharmonique de Radio France）は、フランスのパリにある放送局ラジオ・フランス（Radio France）付属のオーケストラ。正式名称からラジオ・フランス・フィルとも呼ばれる。
また、しばしばフランス“国立”放送フィルハーモニー管弦楽団と表記される場合もあるため、同じくラジオ・フランスが管理・運営するフランス国立管弦楽団（Orchestre national de France）（旧名：フランス国立放送管弦楽団）と混同されがちであるが、両者は設立当初から現在に至るまで全くの別団体である。

## 概要
1976年に、フランス公共放送フィルハーモニー管弦楽団（Orchestre philharmonique de ORTF）、リリック放送管弦楽団（Orchestre radio-lyrique）、フランス公共放送室内管弦楽団（Orchestre de chambre de ORTF）の3団体が合併し、フランス放送新フィルハーモニー管弦楽団（Nouvel Orchestre philharmonique de Radio France）として発足。1989年に、現楽団名に改称した。
歴代の指揮者として、ジルベール・アミ、エマニュエル・クリヴィヌ（首席客演指揮者）、マレク・ヤノフスキ、チョン・ミョンフンらがおり、2015年よりミッコ・フランクが音楽監督に就任している。

## 録音
代表的なレコーディングとして、ヤノフスキ指揮でメシアン『トゥランガリーラ交響曲』や、アルミン・ジョルダン指揮でラロ『イスの王様』、チョン・ミョンフン指揮でラヴェル『ダフニスとクロエ』、佐渡裕指揮でバーンスタインの交響曲第3番『カディッシュ』などがある。

## 歴代首席指揮者等
- ウジェーヌ・ビゴー（フランス公共放送フィルハーモニー管弦楽団：1947年 - 1965年）
- シャルル・ブリュック（フランス公共放送フィルハーモニー管弦楽団：1965年 - 1970年）
- ジルベール・アミ（1976年 - 1981年）
- マレク・ヤノフスキ（1984年 - 2000年）
- チョン・ミョンフン（2000年 - 2015年）
- ミッコ・フランク（2015年 - ）[3]
- ヤープ・ヴァン・ズヴェーデン（2026年 - ）次期音楽監督[4][5]